# 兰塔纳 (佛罗里达州)
兰塔纳（英語：Lantana），是美国佛罗里达州下属的一座城镇。建立于1921年。面积约 为7.5平方公里（约合2.9平方英里）。根据2010年美国人口普查，该市有人口10,423人。论人口在本州排行第 159。